# RDFS
RDF Schema (andere afkortingen: RDFS, RDF(S), RDF-S, of RDF/S) is een set van klassen met bepaalde eigenschappen van de representatietaal Resource Description Framework (RDF).
Het voorziet in basiselementen voor de ontologie, ook wel "RDF-vocabulaire" (RDF vocabulary) genoemd, om structuur te geven aan RDF-bronnen.
Deze RDF-bronnen kunnen met de zoektaal SPARQL worden geraadpleegd.
Dit heeft te maken met kennisrepresentatie op het terrein van kunstmatige intelligentie.